# Enigma-Frühgeschichte

Das markante Logo im Art-déco-Stil wurde erst kreiert, nachdem der Name „Enigma“ im Jahr 1923 ausgewählt worden war

Die Enigma-Frühgeschichte, also die Entwicklungsgeschichte derjenigen Rotor-Chiffriermaschinen, die fünf Jahre später den Namen „Enigma“ erhielten, und dann mehr als zwanzig Jahre später im Zweiten Weltkrieg eine bedeutende Rolle spielen sollten, begann noch während der Zeit des Ersten Weltkriegs in den ersten Monaten des Jahres 1917.

## Beauftragung
Im August 1915 waren die drei einzelnen Telegraphendienststellen beim Großen Hauptquartier (GrHQu) des Deutschen Heeres zur Telegraphendirektion beim GrHQu zusammengefasst worden. Im Oktober desselben Jahres war der damals 36‑jährige deutsche Unternehmer und promovierte Elektroingenieur (Dr.‑Ing.) Arthur Scherbius einberufen und der Telegraphentruppe zugeteilt worden, wahrscheinlich deren Direktion bei der Obersten Heeresleitung (OHL) im Großen Hauptquartier. Am 1. Februar 1917 wurde er ins Waffen- und Munitionsbeschaffungsamt (WuMBA) abkommandiert und dort stellvertretender Abteilungsleiter, vermutlich der Abteilung für elektrische Maschinen und Geräte. Zeitgleich hatte er vom Kriegsministerium den Auftrag erhalten, eine Chiffriermaschine zu entwickeln. Zwar konnte ein Schriftstück dieser expliziten Beauftragung noch nicht gefunden werden, es gibt aber eine Reihe von zeitgenössischen Dokumenten, in denen diese erwähnt wird.

## Chiffrierapparat
Am 23. Februar 1918 reichte Scherbius ein erstes Patent zur neu erfundenen Maschine ein mit dem Titel „Chiffrierapparat“. Im Hauptanspruch beschreibt er bewegliche „Zwischenleitungsträger“ (auch „Leitungszwischenträger“ genannt), dadurch gekennzeichnet, dass sie sich an festen Kontaktstellen „vorbeibewegen lassen“. Als eine besondere Ausführungsform wird erläutert, dass die Zwischenleitungsträger die „Form eines Zylinders (Walze)“ haben können. Die hier im Jahr 1918 vorgeschlagene Ausführungsform von mit elektrischen Kontakten versehenen beweglichen Rotoren findet sich praktisch unverändert bei den danach über Jahrzehnte genutzten Maschinen wieder (Bild).

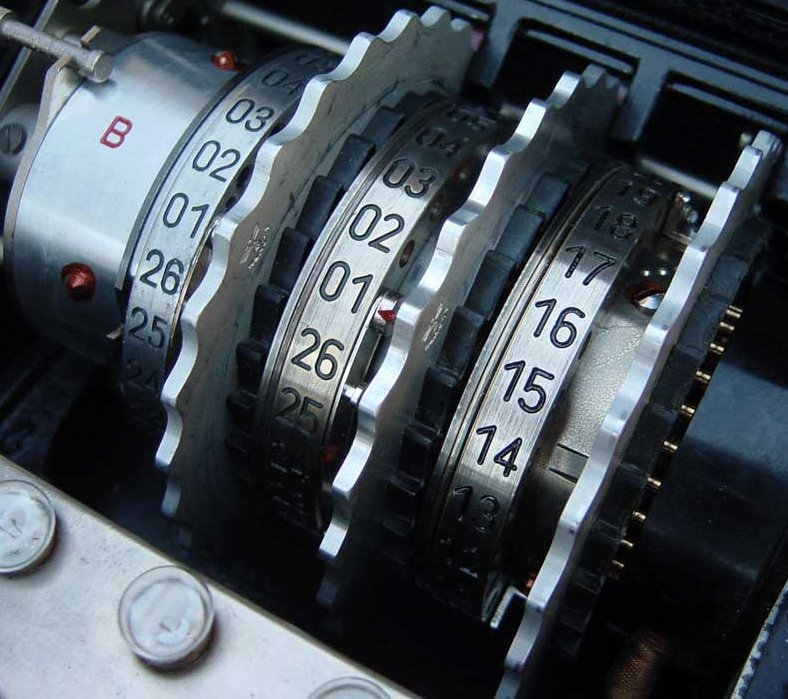
Die Enigma I der Wehrmacht enthielt noch 1945 drei rotierende Walzen, so wie es Scherbius in seinem ersten Enigma-Patent bereits 1918 beschrieben hatte

Der zweite Patentanspruch handelt davon, dass die Weiterdrehung der Walzen „nach Größe, Richtung und zeitlicher Aufeinanderfolge unregelmäßig erfolgt“. Als Ausführungsbeispiel schlägt Scherbius hierzu ein Getriebe vor, mit dessen Hilfe die einzelnen Walzen unterschiedlich weitergeschaltet werden können. Im Beschreibungstext seines Patentes schlägt er vor: „Um die Zahl der Schlüssel zu vermehren, werden zweckmäßig mehrere Leitungszwischenträger hintereinandergeschaltet“ und illustriert seine Idee anhand von drei rotierenden Walzen. Darüber hinaus erwähnt Scherbius sogar schon zehn Walzen und die (bereits ohne Austauschen der Walzen) daraus resultierenden rund 100 Billionen Schlüssel.
Diese beiden kryptographisch starken Konstruktionsmerkmale (Verwendung „vieler“ Walzen und unregelmäßige Weiterdrehung) fanden jedoch kaum Eingang in die meisten der danach tatsächlich realisierten Maschinen. Man begnügte sich zumeist mit drei oder höchstens vier Walzen und verwendete eine regelmäßige Walzenfortschaltung. Umgesetzt wurde hingegen ein anderer kryptographisch eher schwacher Unteranspruch, nämlich, dass „jeder hintere Zwischenleitungsträger immer dann um eine Kontaktstelle weiterrückt, wenn der vorliegende Zwischenleitungsträger eine volle Umdrehung gemacht hat“.
Der letzte Unteranspruch im Patent vom Februar 1918 nennt die Verwendung von „Glühlampen“ zur Anzeige.

## Probemaschinen

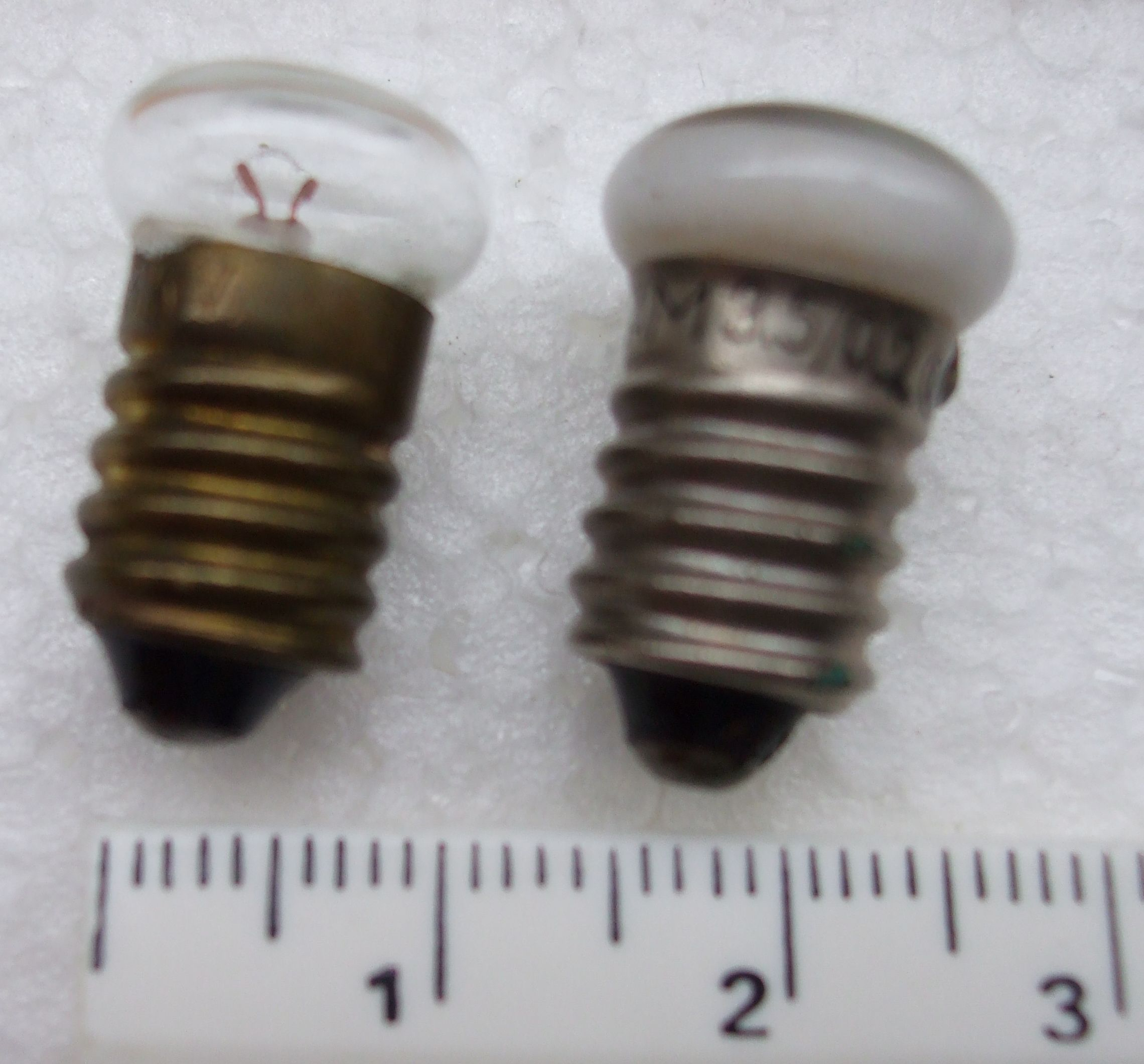
Typische Glühlämpchen, wie sie damals genutzt wurden

Erste funktionsfähige und vorführbereite Prototypen der neuen Schlüsselmaschine entstanden bereits im Frühjahr 1918 in Form von mindestens drei Probemaschinen. Gebaut wurden diese vermutlich in der Werkstatt der Firma Dipl.‑Ing. E. Richard Ritter & Co. Dieses Unternehmen war 1911 durch Ernst Richard Ritter in Berlin gegründet worden und vertrieb und installierte elektrische Haushaltsgeräte diverser Hersteller.
Die Probemaschinen verfügten noch nicht über alle 26 Großbuchstaben des lateinischen Alphabets, sondern nur über 25 Buchstaben. Der Einfachheit halber hatte man das J fallengelassen. Dies hatte den Vorteil, dass sich nun sowohl die Eingabetasten (links) als auch die Ausgabelampen (rechts) in einer quadratischen Matrix zu fünf Zeilen und fünf Spalten anordnen ließen.
```
   Eingabetasten             Anzeigelämpchen
 A   B   C   D   E          A   B   C   D   E
 F   G   H   I   K          F   G   H   I   K
 L   M   N   O   P          L   M   N   O   P
 Q   R   S   T   U          Q   R   S   T   U
 V   W   X   Y   Z          V   W   X   Y   Z

```

Am 15. April 1918 bot Scherbius in einem Schreiben dem Reichsmarineamt der Kaiserlichen Marine an, die bereits fertige Probemaschine zeitnah vorzuführen. Gleichzeitig wies er darauf hin, dass beabsichtigt sei, sie eine Woche später im Großen Hauptquartier prüfen zu lassen. In einem Antwortschreiben vom 16. Juli 1918 lobte das Marineamt nach Prüfung der Maschine deren „gute Schlüsselsicherheit“ und kam zu dem Schluss, dass „vorläufig bei der Art des Marine-Schlüsselverkehrs die Anwendung von Maschinen nicht lohnen würde“.

## Scherbius & Ritter
Am 1. April 1920 gründeten die beiden Elektroingenieure und Geschäftspartner Scherbius und Ritter die Firma Scherbius & Ritter oHG mit Sitz in Berlin am Schiffbauerdamm 30. Hier wurden unterschiedliche technische Produkte entwickelt und vertrieben. Ein Hauptartikel war ein spezielles Heizkissen. Hierfür hatte Scherbius in Stockholm bei der Firma Birka AB Patente des sogenannten „Birka-Reglers“ gekauft, einen Thermostat, den er für das Heizkissen modifizierte und verwendete. Daneben wurde auch die Chiffriermaschine weiterentwickelt. Ein offensichtlicher Nachteil der „Glühlampenmaschinen“ ist, dass der Text Buchstabe für Buchstabe vom Lampenfeld abgelesen und anschließend handschriftlich notiert werden muss. Viel praktischer wäre es, ähnlich wie bei einer Schreibmaschine, den Text mit Drucktypen auf Papier zu bringen. Diese Nachfrage war nicht nur vom deutschen Militär von Anfang an so geäußert worden, sondern war auch für den nach dem verlorenen Krieg nun wichtiger werdenden zivilen Markt offensichtlich, insbesondere für den kommerziellen Handel. So entstand die „Handelsmaschine“.

## Handelsmaschine

Die „Handelsmaschine“ war 1923 die erste in Serie gefertigte Maschine

Bei der Handelsmaschine (Bild) handelt es sich um das erste „schreibende“ Modell der Rotor-Chiffriermaschine und zugleich um das erste in Serie gefertigte. Während die Entwicklung dieser Maschine bis 1923 bei Scherbius & Ritter erfolgt war, geschah die Fertigung bei der Gewerkschaft Securitas, die im selben Jahr die Chiffriermaschinen AG (ChiMaAG) gründete.
Die Handelsmaschine war eine vergleichsweise voluminöse und schwere Maschine. Ihre Abmessungen (L×B×H) betrugen etwa 65 cm × 45 cm × 38 cm bei einem Gewicht von rund 50 kg. Im Gegensatz zu den Probemaschinen und den anderen Glühlampenmaschinen war sie eine „schreibende Chiffriermaschine“. Sie wurde kommerziell auf Messen zum Kauf angeboten, wie 1923 in Leipzig und Bern und 1924 auf dem internationalen Postkongress des Weltpostvereins in Stockholm.
Wie man den Patentanmeldungen vom 26. September 1920 (Nr. 425147) von Scherbius und vom 26. März 1924 (Nr. 429122) von Paul Bernstein (siehe auch: Enigma-Patente) entnehmen kann, hatte die Handelsmaschine vier Chiffrierwalzen und zusätzlich vier gezähnte Antriebswalzen mit Lücken, die für eine unregelmäßige Weiterschaltung der Chiffrierwalzen sorgten. Letzteres war eine kryptographische Stärke der Handelsmaschine, die späteren Modellen fehlte.
Bereits ab 1920 hatte Scherbius auch versucht, das Reichspostministerium für seine Maschine zu interessieren und entwickelte auf der Basis der Handelsmaschine ein weiteres Modell, genannt die „Postmaschine“. Dieses Projekt konnte jedoch nicht erfolgreich abgeschlossen werden.
Die Handelsmaschine war zudem auch die erste Maschine, die unter dem neuen Markennamen „Enigma“ beworben wurde.

## Der Name „Enigma“
Nachdem man in den ersten Jahren noch banal von „Scherbiusscher Maschine“ oder „der Maschine von Dr. Scherbius“ gesprochen und geschrieben hatte, und weitere Modelle nach dem beabsichtigten Hauptanwendungszweck nüchtern als „Handelsmaschine“ oder „Postmaschine“ bezeichnet hatte, entstand der Wunsch nach einem einprägsamen Markennamen unmittelbar nach Gründung der Chiffriermaschinen AG (ChiMaAG) am 9. Juli 1923. Vermutlich hat Scherbius selbst hierfür „Enigma“ vorgeschlagen. Bekanntermaßen war er häufiger Konzertbesucher, der dabei „seine besten Ideen“ bekam und „während der Musik Notizen und Berechnungen auf seine Manschetten geschrieben“ hat, wie sein Neffe Helmuth Heimsoeth sich später erinnerte. Daher kannte er wahrscheinlich die Enigma-Variationen, ein Orchesterwerk des britischen Komponisten Edward Elgar. Dieser war 21 Jahre älter als Scherbius und befasste sich übrigens auch mit Kryptographie. Er gilt als Urheber der bis heute ungelösten Dorabella-Chiffre.
Auch der sprachliche Ursprung griechisch αἴνιγμα aínigma, deutsch ‚Rätsel‘, für Enigma dürfte Arthur Scherbius, als Menschen mit breiter Bildung, nicht fremd gewesen sein. Offenbar war dies ein gut passender und klangvoller Name für eine kommerziell erfolgreiche Maschine, wie man hoffte. Kurze Zeit später entstand auch das markante Logo, dem damaligen Zeitgeist entsprechend im Art-déco-Stil kreiert (Bild ganz oben).

## Weitere schreibende Maschinen
In den 1920er-Jahren entstand nach der Handelsmaschine dann im Jahr 1924 die sogenannte „Schreibende Enigma“, auch „Typenhebelmaschine“ genannt, und schließlich im Jahr 1929 die Enigma‑H. Letztere wurde von der Reichswehr als Enigma II (sprich: „Enigma zwei“) bezeichnet. Nach Erprobung erwies sie sich jedoch, ähnlich wie letztendlich alle schreibenden Modelle, als unzureichend zuverlässig und damit für den „Feldeinsatz“ nicht ausreichend geeignet.

## Weitere Glühlampenmaschinen
Anders sah dies bei den Glühlampenmaschinen aus, die nicht nur deutlich preisgünstiger waren, sondern auch kleiner, leichter und zuverlässiger als die schreibenden Modelle. Parallel zu letzteren kamen in den 1920er-Jahren in schneller Folge immer weiter verbesserte Glühlampenmodelle auf den Markt. Es begann Anfang 1924 mit der Enigma‑A, die auch als „Die kleine Militärmaschine“ beworben wurde. Darauf folgte noch im selben Jahr die Enigma‑B und ein Jahr später die Enigma‑C sowie 1926 die Enigma‑D. Man reagierte hier auf Erfahrungen und Kundenwünsche und versuchte sukzessive sowohl Bedienbarkeit und Zuverlässigkeit als auch die kryptographische Sicherheit zu verbessern. So befanden sich nun die rotierenden Walzen auf einer herausnehmbaren Achse. Dies erlaubte es, die „Walzenlage“, also die Reihenfolge der drei rotierenden Walzen innerhalb des Walzensatzes, auf einfache Weise zu verändern. Bei drei Walzen gab es nun 3·2·1 = 6 mögliche unterschiedliche Walzenlagen. Dies erhöhte die kombinatorische Komplexität der Maschine und stärkte die Verschlüsselung.
Auch die Reichswehr hatte inzwischen notgedrungen auf die Fähigkeit, Texte maschinell schreiben zu lassen, verzichtet und sich für Glühlampenmodelle entschieden. Den Anfang hatte im Jahr 1925 die Reichsmarine gemacht, als
Korvettenkapitän Günther Guse, späterer Admiral der Kriegsmarine, 50 Exemplare des „Funkschlüssels C“, einer speziellen Variante der Enigma‑C, bestellt hatte. Dies umfasste ein Sortiment von jeweils fünf Rotoren, aus denen drei für den Einsatz in der Maschine ausgewählt wurden. Damit gab es hier 5·4·3 = 60 mögliche unterschiedliche Walzenlagen. Die Lieferung erfolgte in den ersten Wochen des Jahres 1926.
Ein Jahr später, 1927, wurde die Enigma‑K auf den Markt gebracht. Im Vergleich zur Vorgängerin Enigma‑D wies sie nur geringfügige praktische Verbesserungen auf und war kryptographisch nahezu identisch zu ihr. Zugleich war sie eins der kommerziell erfolgreichsten Enigma-Modelle und wurde auf Kundenwunsch speziell modifiziert. Viele dieser „kommerziellen Enigma-Modelle“ wurden nicht nur in Deutschland, sondern international vermarktet. Dutzende gingen an Kunden in Ländern wie Argentinien, Chile, Österreich, Schweden, Tschechoslowakei und Ungarn. Einige auch nach Afghanistan, Frankreich, Italien, Mexiko, die Niederlande, Polen, Russland, an das Vereinigte Königreich und in die Vereinigten Staaten.

## Enigma I
Kurze Zeit danach entstand ab 1928 im Geheimen eine andere Variante der Enigma-D, die durch eine besondere – streng geheime – Zusatzeinrichtung kryptographisch weiter gestärkt wurde. Dabei handelte es sich um das Enigma-Steckerbrett, das an der Frontplatte der Maschine ergänzt wurde. Dies galt als geistiges Eigentum der Reichswehr und durfte nur exklusiv für deren militärische Maschinen verwendet werden. Am 1. Juni 1930 wurde diese Maschine (mit Steckerbrett) unter der Bezeichnung Enigma I (sprich: „Enigma eins“) offiziell in Dienst gestellt.